# Schiltberg
Schiltberg är en kommun och ort i Landkreis Aichach-Friedberg i Regierungsbezirk Schwaben i förbundslandet Bayern i Tyskland.
Kommunen ingår i kommunalförbundet Kühbach tillsammans med köpingen Kühbach.